# شهرستان ژنین
شهرستان ژنین (به لهستانی: Żnin County) یک شهرستان در لهستان است که در استان کویافسکو-پومورسکی واقع شده‌است.

## خصوصیات
شهرستان ژنین ۹۸۴٫۵۵ کیلومترمربع مساحت و ۶۹٬۷۶۳ نفر جمعیت دارد.